# Antogny-le-Tillac

Antogny-le-Tillac este o comună în departamentul Indre-et-Loire, Franța. În 1 ianuarie 2022 avea o populație de 492 de locuitori.